# Hawk di Basti
Hawk di Basti (The Hawk of Basti) è un racconto incompiuto scritto da Robert Ervin Howard con protagonista Solomon Kane rinvenuto dopo la morte dell'autore.

## Storia editoriale
Il racconto è stato pubblicato per la prima volta all'interno del libro Red Shadows edito dalla Donald M. Grant, Publishing nel 1968 con modifiche editoriali operate sul testo originale; quest'ultimo venne dato alle stampe per la prima volta nel 2004 nel libro The Savage Tales of Solomon Kane della Ballantine Books/Del Rey. Negli anni sono stati realizzati dei completamenti ad opera di diversi autori: Ramsey Campbell, Gianluigi Zuddas e Javier Martin Lalanda.
La versione di Campbell, basata sul testo editato del 1968, è stata pubblicata nel marzo 1979 all'interno del secondo volume di due dell'edizione della Bantam Books intitolato Solomon Kane: Hills of the Dead.
Quella di Zuddas è stata pubblicata all'interno del secondo volume della collana Il Libro d'Oro della Fantascienza edita dalla casa editrice Fanucci Editore nel settembre 1979 (traduzione di Roberta Rambelli) anticipando sia la versione dello scrittore britannico che quella originale non editata di Howard le quali sono state stampate rispettivamente nel giugno 1995, nel volume 44 della collana Il Fantastico Economico Classico edita da Gruppo Newton, e nell'ottobre 2024, nel libro Solomon Kane. La saga completa edita da Il Palindromo.
Il completamento di Lalanda invece è del 1994, contenuta all'interno del libro Las Aventuras de Solomón Kane edito da Grupo Anaya.

## Trama
Solomon Kane è in cammino in una giungla africana quando sente gridare il suo nome. Un europeo gli viene incontro vestito solo di un perizoma, strani sandali e di alcuni ornamenti d'oro. Armato di una piccola spada ricurva e ricoperto di leggere ferite, l'uomo è stupito di vedere il puritano avendo pensato di essere il solo bianco in quelle terre e così pensava lo stesso Kane che però non lo riconosce. Si presenta come Jeremy Hawk suo vecchio commilitone dei tempi in cui militava tra i corsari britannici, seppure i due fossero su navi diverse rammenta poi Solomon.
Hawk gli racconta che in seguito alla morte del suo capitano, John Bellefonte, avvenuto durante uno scontro con un galeone spagnolo che si era messo sulle loro tracce, aveva preso il comando e fatto rotta verso la Costa degli Schiavi finendo però incagliato sugli scogli e aggredito da una flottiglia di guerrieri locali. Respinto l'assalto la ciurma si divise: una parte scappò su una scialuppa mentre l'altra guidata da Hawk sbarcò sulla terraferma, ma furono costretti a dirigersi verso est a causa dei loro inseguitori. Alla fine rimase l'unico sopravvissuto e dopo mesi giunse presso un grande lago sulle cui isole sorge un regno isolato dal mondo, la cui isola principale è chiamata Basti, e abitato da due popoli: i Khabasti, dominatori dalla pelle ramata, e i Masutos, i loro schiavi neri soggetti a crudeli vessazioni e ai sacrifici umani del loro culto.
Il suo aspetto e le sue abilità di prestigiatore hanno creato un certo ascendente su quella gente, venendo anche messo a parte di alcuni segreti magici in possesso del loro sacerdote, Agara, e una volta imparata la loro lingua decide di schierarsi con gli schiavi portando ad una rivolta che ha rovesciato il regime al potere per poi darlo ad Hawk che però successivamente è stato a sua volta rovesciato dalla fazione guidata dallo stesso Agara e che lo ha costretto a lasciare Basti. Rifugiatosi con i suoi sostenitori su una delle isole minori vennero nuovamente assaliti, spingendolo a riprendere la fuga. È ancora inseguito dai suoi nemici, ma ora che ha incontrato Kane la situazione si è nuovamente ribaltata poiché ha con sè delle pistole, armi che gli abitanti di quelle isole non hanno mai visto.
Solomon gli dice che lo aiuterà, ma non per ottenere potere bensì per liberare quella gente oppressa e punire i loro aguzzini. Hawk chiede al puritano di armarlo e di andare incontro ai suoi inseguitori, sicuro che le armi da fuoco li metteranno in soggezione e ai loro ordini. Durante il cammino Solomon gli racconta di non sapere di preciso cosa lo abbia spinto in quelle terre, se non di avere fede nella Provvidenza, e che il bastone che ha con sè è un dono di N'Longa, uno sciamano che pratica la magia, ma di cui ha stima. 
Giunti presso una radura si imbattano nel manipolo di uomini provenienti dalla regno insulare. Dopo un breve scambio di parole con l'uomo al comando, Hawk gli spara e lo uccide gettando nello sconcerto e nel terrore il resto degli inseguitori i quali si mettono poi agli ordini di Hawk riconoscendolo come loro re. L'uomo presenta loro Solomon Kane per poi iniziare il viaggio di ritorno verso Basti.

## Critica
Andrea Gualchierotti definisce il racconto incompiuto un "pezzo di mestiere, realizzato con ingredienti noti e di sicuro effetto" presenti in altre storie dedicate allo spadaccino puritano, e non solo, aggiungendo però che il riprendere elementi noti e stereotipi era una pratica consolidata nell'industria pulp sia per produrre racconti velocemente, ma anche per tenere alta l'interesse del lettore con trame "di sicura presa". Afferma perciò che è un peccato non poter leggere un finale pensato da Howard perché il racconto "con i suoi truci pirati, i suoi selvaggi sanguinari e la prospettata lotta per il trono [...] ha tutte le caratteristiche del buon cavallo di battaglia".

## Edizioni
- Hawk of Basti, in Red Shadows, Donald M. Grant, Publishing, inc., 1968.
- Hawk di Basti, traduzione di Roberta Rambelli, ne Il Libro d'Oro della Fantascienza 2, Fanucci Editore, settembre 1979.